# La Gloire de mon père (film)
Pour le roman éponyme, voir La Gloire de mon père.
Série Cycle Souvenirs d'enfance
Le Château de ma mère
(1990)
Pour plus de détails, voir Fiche technique et Distribution.
La Gloire de mon père est un film français d’Yves Robert, sorti en 1990.
Le film est basé sur le scénario de Louis Nucéra et Jérôme Tonnerre, d’après le roman du même nom du cycle des Souvenirs d'enfance de Marcel Pagnol paru en 1957.
Philippe Caubère et Nathalie Roussel incarnent les parents de Marcel Pagnol (Julien Ciamaca) et Paul (Victorien Delamare). L'oncle Jules et la tante Rose sont interprétés par Didier Pain et Thérèse Liotard. Des passages du texte du roman original sont narrés par Jean-Pierre Darras.
La Gloire de mon père, nommé quatre fois aux César, est suivi par Le Château de ma mère sorti au cinéma la même année.

## Synopsis
Fils d'un instituteur marseillais, Marcel Pagnol passe ses premières années dans le monde de l'école où il se montre naturellement bon élève. Enfant, durant les grandes vacances de l'été 1904, il découvre les garrigues environnant Marseille et le Garlaban, auxquels il restera attaché toute sa vie.
La vieille bastide louée par la famille devient le centre d'une sorte de paradis peuplé de personnages pittoresques dont Lili des Bellons, un jeune paysan qui devient son ami et l'initie aux « mystères » des collines.
Son père et son oncle s'adonnent à la chasse et c'est un exploit de chasseur, un doublé de bartavelles, qui devient la gloire de son père.

## Fiche technique
Sauf indication contraire, les informations mentionnées dans cette section peuvent être confirmées par les bases de données cinématographiques Allociné et Unifrance,  présentes dans la section « Liens externes ».
- Titre original et québécois : La Gloire de mon père[1]
- Titre international : My Father's Glory
- Réalisation : Yves Robert
- Scénario : Yves Robert, Louis Nucéra et Jérôme Tonnerre, d'après l’œuvre de Marcel Pagnol
- Musique : Vladimir Cosma
- Décors : Jacques Dugied
- Costumes : Agnès Nègre
- Photographie : Robert Alazraki, Christophe Beaucarne, Eric Vallée et Paco Wiser
- Son : Claude Villand, Alain Sempé, Olivier Villette
- Montage : Pierre Gillette
- Production : Alain Poiré
- Sociétés de production[2] : Les Productions de la Guéville, TF1 Films Production, en coproduction avec Gaumont, avec la participation du C.N.C.
- Sociétés de distribution : Gaumont
- Pays de production :  France
- Langues originales : français
- Format[3] : couleur (Eastmancolor) - 1,85:1 (Panavision) - 35 mm - son Dolby stéréo
- Genre : comédie dramatique, aventures, biopic
- Durée : 105 minutes
- Dates de sortie[1] :
  - France : 29 août 1990
  - Belgique : 30 août 1990
- Classification[4] :
  - France : tous publics (conseillé à partir de 10 ans)[5],[6]
  - Belgique : tous publics (Alle Leeftijden)[7]
  - Québec : en attente de classement[8]

## Distribution
Sauf indication contraire, les informations mentionnées dans cette section peuvent être confirmées par les bases de données cinématographiques Allociné et Unifrance,  présentes dans la section « Liens externes ».
- Philippe Caubère : Joseph Pagnol
- Nathalie Roussel : Augustine Pagnol
- Julien Ciamaca : Marcel Pagnol à 9 ans
  - Benoît Martin : Marcel Pagnol à 5 ans
- Victorien Delamare : Paul Pagnol à 7 ans
  - Benjamin Detriche : Paul Pagnol à 3 ans
- Didier Pain : oncle Jules
- Thérèse Liotard : tante Rose
- Joris Molinas : Lili des Bellons
- Paul Crauchet : Edmond des Papillons, également appelé « Mond des Parpaillouns »
- Pierre Maguelon : François, le père de Lili
- Michel Modo : le facteur
- Jean Rougerie : Bergougnas, le brocanteur
- Victor Garrivier : le curé de la Treille
- Raoul Curet : Monsieur Vincent
- Maxime Lombard : Monsieur Arnaud
- Michèle Loubet : Mademoiselle Guimard, l'institutrice
- René Loyon : Monsieur Besson
- Anik Danis : la bonne
- Jean-Pierre Darras : voix du narrateur (Marcel Pagnol âgé)

## Production

### Genèse

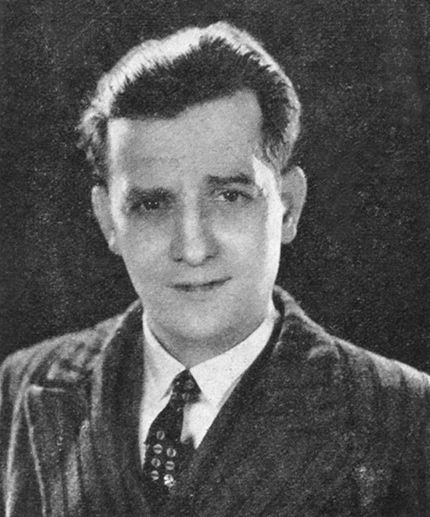
L'écrivain, dramaturge et cinéaste Marcel Pagnol, dans les années 1930.

Le film est adapté des Souvenirs d'enfance de Marcel Pagnol qu'il rédigea en l'espace de trois ans à travers trois ouvrages : La Gloire de mon père en 1957, Le Château de ma mère en 1958 et Le Temps des secrets en 1960. L'auteur avait le projet de les porter lui-même à l'écran mais il n'en eut pas le temps. Yves Robert s'intéressa au sujet dès 1963 mais l'obtention des droits d'auteur mit de longues années. Il réalisa simultanément les deux adaptations des deux premiers volumes des Souvenirs d'enfance de Marcel Pagnol. Le Château de ma mère sort quelques semaines après La Gloire de mon père le 26 octobre 1990.

### Distribution
Le jeune comédien qui joue Marcel Pagnol, Julien Ciamaca, n'a pas poursuivi sa carrière : ce fut sa seule apparition au cinéma. Idem pour Victorien Delamare, alias Paul, et Joris Molinas qui interprète Lili des Bellons.
Augustine, la mère douce et bienveillante de Marcel Pagnol, est interprétée par Nathalie Roussel, qui aura un rôle similaire dans les deux films qui retracent l'enfance du cinéaste Henri Verneuil : « Mayrig » et « 588, rue Paradis ».

### Tournage

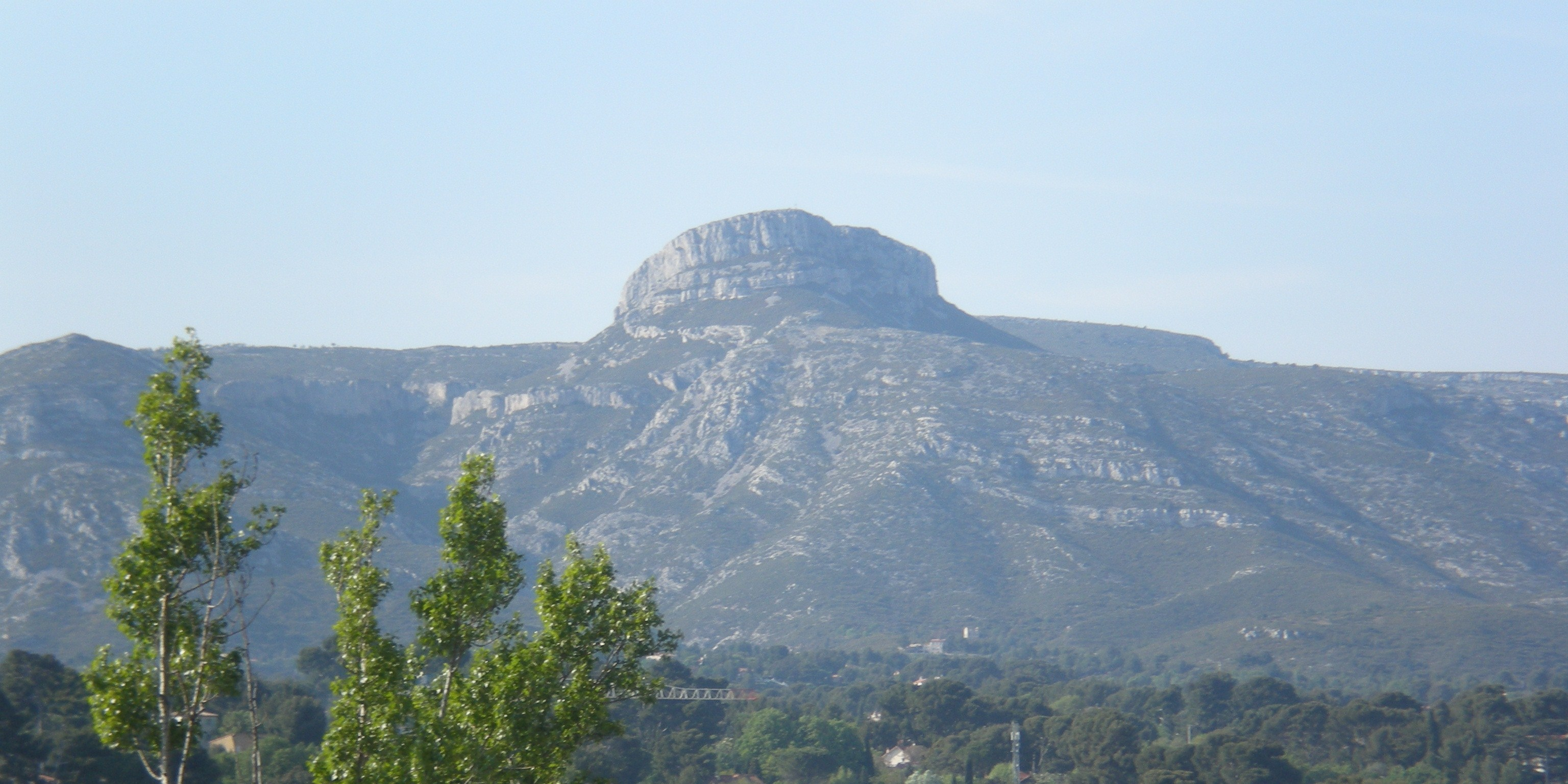
Le massif du Garlaban.

Charleval est l'endroit où se situe l'école de Joseph Pagnol. Grambois est à l'écran l'ancien village de la Treille. La maison qui a servi de décor à la « Bastide Neuve » est un domaine de chasse privé situé à Pichauris, à Allauch, au cœur du Massif de l'Étoile et du Garlaban.
Les passages du texte de Pagnol sont prononcés par le comédien Jean-Pierre Darras.

## Bande originale
Albums de Vladimir Cosma
Le Parrain 2
Vladimir Cosma signe la bande originale de La Gloire de Mon Père.
| 1.  | La Gloire de mon père (interprété par Orchestre philharmonique de Paris)            | Vladimir Cosma | 3:25 |
| 2.  | Le Petit Marcel (interprété par Orchestre philharmonique de Paris)                  | Vladimir Cosma | 1:49 |
| 3.  | Love Story Borely (interprété par Orchestre philharmonique de Paris)                | Vladimir Cosma | 3:26 |
| 4.  | Massalia Ragtime (interprété par Orchestre philharmonique de Paris)                 | Vladimir Cosma | 1:33 |
| 5.  | Le Grand Marcel (interprété par Orchestre philharmonique de Paris)                  | Vladimir Cosma | 2:12 |
| 6.  | La Découverte (interprété par Orchestre philharmonique de Paris)                    | Vladimir Cosma | 3:03 |
| 7.  | Massalia Ragtime - Piano Version (interprété par Orchestre philharmonique de Paris) | Vladimir Cosma | 1:25 |
| 8.  | Les Collines (interprété par Orchestre philharmonique de Paris)                     | Vladimir Cosma | 1:38 |
| 9.  | Le Mensonge (interprété par Orchestre philharmonique de Paris)                      | Vladimir Cosma | 1:51 |
| 10. | Souper aux Bartavelles (interprété par Orchestre philharmonique de Paris)           | Vladimir Cosma | 2:20 |
| 11. | Mond des Parpaillouns (interprété par Orchestre philharmonique de Paris)            | Vladimir Cosma | 1:27 |
| 12. | Le Petit Marcel - Piano Version (interprété par Orchestre philharmonique de Paris)  | Vladimir Cosma | 1:29 |
| 13. | La Grande Aventure (interprété par Orchestre philharmonique de Paris)               | Vladimir Cosma | 1:42 |
| 14. | Le Grand Désert (interprété par Orchestre philharmonique de Paris)                  | Vladimir Cosma | 3:42 |
| 15. | Le Triomphe de mon Père (interprété par Orchestre philharmonique de Paris)          | Vladimir Cosma | 1:37 |

## Distinctions
La Gloire de mon père a été sélectionné dans diverses catégories,.

### Récompense
- Festival international du film de Seattle 1991 : Golden Space Needle du meilleur film

### Classement
- Conseil national d'examen du cinéma 1991 : top films étrangers

### Nominations
- César 1991 :
  - Meilleure actrice dans un second rôle pour Thérèse Liotard
  - Meilleur espoir masculin pour Philippe Uchan
  - Meilleurs costumes pour Agnès Nègre
  - Meilleure musique originale pour Vladimir Cosma

### Sélections
- Festival chrétien du cinéma 2013 : longs-métrages de Yves Robert